# 52e régiment d'infanterie territoriale
Le 52e régiment d'infanterie territoriale est un régiment d'infanterie de l'Armée de terre française, qui a participé à la Première Guerre mondiale. Mobilisé à Noncourt pour les 1er et 2e bataillons et à Neufchâteau pour le 3e bataillon.

## Création et différentes dénominations
Le régiment reçoit son numéro par décret du 19 mars 1875, en prévision de la mobilisation.

## Chefs de corps
- 1er octobre 1916 : Colonel Charles Sébastien Faivre d'Arcier

## Historique des garnisons, combats et batailles du52eRIT

### Première Guerre mondiale
Le 52e RIT est créé à partir du 79e RI.

#### 1914
- 1er et 2e bataillons : Noncourt
- 3e bataillon : Neufchâteau

À l'effectif de trente-sept officiers et de deux mille quarante-trois hommes de troupe, ces deux  bataillons, sous le commandement du Lieutenant-colonel FAIVRE  D'ARCIER,  quittent Noncourt le 6 août 1914, cantonnent à Colombey-les-Belles, et, le 7 arrivent dans le secteur N.-O. de la défense de Toul (Général MAITROT, commandant) où ils sont employés à des travaux particuliers de fortifications, de défense et déboisement sous les ordres du Colonel LEBOCQ. 
Le 24 août, les 9e, 10e et 12e compagnies quittent Neufchâteau pour Nevers. La 11e (Capitaine NOIRTIN) reçoit l'ordre de se rendre au Fort de Bourlémont, qui va être réarmé. Le 5 septembre, les 5e et 6e compagnies envoient chacune un peloton dans les forts de Bruley et d'Écrouves. Le 6 septembre, la 7e (Capitaine GRUAULT) se rend à Lucey avec le 2e peloton de la 5e, la 8e (Capitaine  CHAUVET) à Lagney, la 1re (Capitaine  THIER) à Trondes, la 2e (Capitaine GÉRARDIN) à Laneuveville. Les 3e et 4e compagnies et la C.H.R. restent à Foug. L'ennemi était alors signalé dans les environs de Domèvre-en- Haye. Le 16 septembre, la 5e compagnie se porte au Fort de Trondes, la 6e (Capitaine WESTERMANN) au Fort de Lucey. Le  21 septembre, les 9e (Capitaine  CABLAN) et 10e (Capitaine  DUVEAUX) débarquent à Foug et se rendent à Lucey et Bruley. Le 29 octobre, la C.H.R. et les 3e et 4e compagnies vont à Écrouves. Le Général gouverneur de Toul visite les travaux exécutés par le 52e RIT et témoigne au régiment sa satisfaction pour les résultats obtenus. À partir du 14 novembre, le régiment (2e et 3e bataillons) est uniquement chargé de la défense du plateau du Lucey.

#### 1915
Le 23 février 1915, le 2e bataillon (Commandant  JENNESEAUX) débarque à Frouard et va cantonner à Sainte-Geneviève et Landremont. À partir du 26, ce bataillon est rattaché au 277e R.I.
Le  28  juin, le 1er bataillon quitte Nancy pour Belleau, où il rejoint l'État-Major du régiment. 
Les 1er et 2e  bataillons  occupent  alors la ligne Mont Saint-Jean - Sainte-Geneviève. Les troupes y sont occupées à des travaux d'aménagement et de fortification. Le 29 juillet, le 2e bataillon est mis à la disposition de M. le Général commandant la 117e brigade pour former le soutien immédiat de la première ligne. Ce bataillon va occuper la forêt de Facq. Le 1er bataillon reste sous les ordres de M. le Général commandant la 59e D.I. et fournit la garnison de sûreté du Grand-couronné. Le 1er octobre, deux compagnies du 1er bataillon (Commandant GRUAULT) occupent Pont-à-Mousson et Mousson. Le 2 octobre, en exécution d'un ordre de la 117e brigade, le Commandant du 1er bataillon et les commandants de compagnies font une reconnaissance de terrain sous les ordres du Colonel BLUZET qui,  accompagné du Capitaine Louis NIZARD et d'un officier d'E.-M., pousse jusqu'au ravin du Roquillon. Au retour, le 11 octobre, une balle tirée par un groupe ennemi placé au N.-O. d'Eply (groupe paraissant suivre la reconnaissance) atteignit le Colonel Bluzet en plein cœur. Le Capitaine NIZARD, resté seul près du corps en attendant les brancardiers, essuya plusieurs coups de feu. À la date du 23 octobre, les sections de mitrailleuses sont envoyées à la corne N.-O. du bois de Facq.
Deux compagnies du 1er bataillon sont alors à Pont-à-Mousson et Mousson, deux autres sont affectées au 266e R.I., une autre au 314e R.I. Deux compagnies du 2e bataillon sont elles aussi affectées au 266e R.I., et deux autres au Grand-Couronné. Le 3e bataillon reste détaché dans le secteur de la Place de Toul. Le régiment restera dans cette position jusqu'au 1er janvier 1916 sans autres mouvements que ceux prescrits pour les relèves. Nombreux sont les bombardements qu'il a eu à subir.

#### 1916
Le 18 janvier 1916, la 59e D.I. prescrit aux 1er et 2e bataillons de se porter, pendant dix jours, en arrière de la deuxième position. Le 29 janvier, le 3e bataillon reçoit l'ordre de rejoindre le régiment, qui le 10 février est rattaché à la 59e D.I. Le 10 février, il est cantonné  dans les environs du camp de Saffais, avec mission d'être adjoint aux régiments de réserve et aux services de la D.I. pour s'initier, par des exercices de cadres, au combat moderne. 
Le 16 février, ordre est donné à la 59e D.I. de partir pour le camp de Mailly ; le 52e R.I.T. s'embarque à Bayon. En cours de route, en raison de l'attaque lancée par les Allemands contre la place de Verdun, la division est dirigée sur le secteur sud de Sainte-Menehould. Le régiment débarque à Sommeilles, Nettancourt et, comme la 59e D.I., fait partie de la 4e armée (Général GOURAUD). Le 22 février vient l'ordre de porter la D.I., qui était au sud de la ligne Givry-Noirlieu, au nord de cette même ligne. Toutes dispositions prises, le Lieutenant-colonel Faivre D'Arcier est informé que le 52e R.I.T. cesse de faire partie de la 59e D.I. et doit se tenir prêt à s'embarquer le lendemain sur une nouvelle région. Dans la nuit du 23 février, il débarque à Frouard ; le 24, le 3e bataillon est mis à la disposition de la 147e brigade (Nomeny, Jandelaincourt) ; le 2e bataillon, de la 148e brigade (Forêt de Facq, Morville, Port-sur-Seille) ; le 1er bataillon retourne à Pont-à-Mousson, et l'E.-M se rend à Landremont. Dans la nuit du 6 mars, le 3e bataillon va cantonner à Frouard, pour arriver le 8 mars à Chavigny, qu'il quitte le 13 mars pour le secteur de la forêt de Champenoux. Le 24 mai, ce bataillon quitte la 129e  D.I. ; rattaché à la 147e brigade, il va occuper le secteur Armaucourt, Arraye, Han. 
Dans la nuit du 24 au 25  juin, les  Allemands ont attaqué le bois de Cheminot occupé par un détachement du 52e R.I.T., qui dégage et recueille les travailleurs d'un R.I. du bois Bluzet. Les Allemands, ayant échoué dans leur  tentative, sonnent le rassemblement au clairon et par le commandement français « Rassemblement ». Ils furent alors repoussés, ayant subi des pertes sensibles. Le 31 juillet, les soldats BOVIN et CLAUDE de  la 4e compagnie vont en reconnaissance vers le bois de Cheminot pour découvrir l'emplacement d'une embuscade allemande. Cette reconnaissance, menée avec  prudence, donne la certitude de la présence des Allemands à l'endroit supposé. Le soldat CLAUDE s'offre à conduire un petit détachement qui est dirigé sur l'embuscade : un grenadier allemand est tué. L'officier, le sous-officier sont blessés et deux hommes sont faits prisonniers; un soldat français prisonnier est dégagé. 
Le  27  août, la 74e D.I. est relevée par la 37e D.I.  Au moment de son départ, le Général DE LARDEMELLE félicite le régiment, qui s'est toujours montré vigilant, plein d'entrain, et a pour beaucoup facilité les opérations qui ont généralement réussi, comme les affaires de Létricourt, de Han, de Cheminot et de la ferme de Vitrey. Jusqu'au 28 octobre, le 52e a tenu toutes ses positions de première ligne, sans être relevé et sans repos depuis sept mois. Le 21, un ordre de relève prescrit au 41e RIT de le remplacer dans toutes ses positions. À son départ, le Général JOBA, commandant la D.I., a témoigné toute sa satisfaction pour l'entrain, l'endurance, le dévouement et la bonne tenue du régiment. Sous l'énergique impulsion de leurs chefs, les hommes du  52e  R.I.T. ont, pendant de longs  mois, rendu les plus grands services, tant en menant à bien de nombreux travaux de défense que dans l'occupation des tranchées de première ligne, de postes et de parties de secteurs journellement bombardés par l'ennemi, servant ainsi de modèles aux soldats plus jeunes des régiments voisins. Le 28 octobre, le 52e RIT est relevé par le 41e RIT. Le 1er bataillon (Commandant GRUAULT) et l'E.-M. R. vient à Nancy pour la surveillance de la ville. Le 2e bataillon (Commandant NOIRTIN) passe sous les ordres du Général commandant le D.A.I. et se rend : l'E.-M. et deux compagnies à Lunéville, Baccarat ; une compagnie à Jarville ; une compagnie à Custines pour la garde des ponts et points de passage. Le 3e bataillon (Commandant  DEVOYOD) rejoint Dombasle, puis le 15 novembre va au camp de Bois l'Évêque.

#### 1917
Le  2  janvier  1917, le 1er bataillon rejoint le secteur de Badonviller et va occuper Badonviller et le Haut d'Arbre. Le 3 janvier, l'E.-M. et la C.H.R. quittent Nancy pour Neufmaisons. Le 4 janvier, le 2e bataillon va prendre le C.R. de Neuviller-lès-Badonviller. Le 18 janvier, le 3e bataillon occupe le C.R. du village Nègre au N.-E. de Badonviller. Ces secteurs, qui avaient été relativement calmes pendant un certain temps, deviennent très agités. Dès le 21 janvier, les Allemands ont tenté des attaques, souvent renouvelées, sur plusieurs points du front. Les faibles effectifs à disposition, la grande étendue des secteurs, les travaux à assurer sur les lignes dont les compagnies avaient la surveillance obligeaient les hommes à un service pénible ; chaque jour le Commandement signalait des dispositions d'attaque de l'ennemi. Le 23 janvier, attaque du Chamois, un bombardement violent est déclenché sur ces positions ; tous les hommes et gradés se sont vaillamment conduits et ont aidé, pour beaucoup, les troupes voisines à rejeter les Allemands dans leurs lignes. Les trois bataillons ont eu à supporter pendant plus de quinze jours de violents bombardements ; chaque nuit, il fallait remettre les tranchées en état, renforcer les réseaux avec des ribards (barbelés) ou des bruns qui, en raison de la proximité des lignes allemandes, ne pouvaient, par endroits, qu'être jetés sur les fils de fer, formant alors un enchevêtrement assez difficile à franchir avant un nouveau tir de destruction. En toutes circonstances, les Commandants de secteurs n'ont pas ménagé leurs félicitations aux territoriaux, qui se sont toujours montrés vigilants et braves sous le feu. 
Le 18 février, le 3e bataillon a  subi une forte attaque tentée par les Allemands sur le village de Neuviller-lès-Badonviller ; après avoir pris pied dans une tranchée de première ligne, ils ont  dû se retirer sous le feu de l'artillerie. Jusqu'au 20, les bataillons n'ont pas été compris dans les relèves ; ce n'est qu'à partir de ce jour qu'elles ont été ordonnées pour le 52e  R.I.T., comme pour les R.I. Deux bataillons en ligne, un au repos à Neufmaisons. Le régiment est resté dans cette situation jusqu'à la dissolution (5 septembre 1917). 
Nombreuses ont été les opérations auxquelles le 52e RIT a été mêlé. Une forte attaque allemande a été tentée pendant la nuit du 5 au 6 mai sur le village et le C.R. de Neuviller-sur-Moselle occupés par le 2e bataillon. L'ennemi, qui s'est déjà rapproché des lignes, a dû se replier pendant qu'une autre tentative était faite sur le front d'un régiment voisin. Souvent, des patrouilles allemandes ont cherché à franchir les lignes, sans jamais réussir. En juin, le 1er bataillon a repoussé une forte attaque tentée une fois de plus sur le Chamois. Le 8 août 1917, après un tir de destruction exécuté par l'artillerie, renforcé par de nombreuses pièces et engins de tranchées, l'ennemi a violemment riposté et prononcé une attaque qui a échoué. Le secteur du village Nègre, occupé alors par le 1er bataillon, était particulièrement visé. 
Pendant les sept mois passés sur les lignes Neuviller-lès-Badonviller, la tâche a été souvent pénible et périlleuse. L'entrain et le sang-froid des gradés et des hommes ont permis de surmonter toutes les difficultés. Quelle qu'ait été la situation créée et les dangers à courir, tous se sont montrés courageux, disciplinés sous le feu. Ces braves comptaient bien continuer la lutte et terminer la campagne avec le régiment dont ils ont vaillamment défendu le drapeau. Aussi, grand fut leur regret de se séparer, quand le 20 août vint l'ordre  de dissolution du régiment. Elle a eu lieu successivement par bataillon. Les hommes ont été versés dans différents régiments, et les officiers affectés, suivant leur âge, soit à des R.I.T., soit à des R.I. ou à des services divers. 

5e bataillon du 52e R.I.T. 
Conformément à la note ministérielle du 16 juin, le 5e bataillon a été formé le 29 juin 1915 ; trois compagnies avec des hommes R.A.T. du dépôt du 52e R.I.T., la 4e avec des hommes des 64e, 57e et 62e R.I.T.
Le  26 juillet, le bataillon, commandé par le Capitaine BERNARD, partait pour Toul où il était mis à la disposition de la  73e D.I.  pour exécuter des travaux de défense de deuxième ligne au Bois-le-Prêtre, cantonnement à Pont-à-Mousson. Au cours des travaux, il eut parfois à subir des bombardements assez violents. En septembre, il fut chargé de l'entretien et de l'amélioration de routes, puis de l'organisation de tranchées de soutien. À partir du 21 décembre 1915, trois compagnies sont employées aux travaux de la deuxième position du secteur de Fey et cantonnent à Montauville. Le 4 mai 1916, la 5e compagnie va à Martincourt, mise provisoirement à la disposition de la 65e D.I. pour la construction d'abris. Le 15 juin, le bataillon était rendu à la 73e D.I.  et prenait des cantonnements à Montauville, à l'auberge St-Pierre et à Josse-Fontaine. Quelque temps après, il était dirigé sur Serrières et Jeandelaincourt. Les  travaux de ce secteur terminés, le 5e bataillon partit pour Épernay ; les compagnies détachées furent employées à des services divers et chargées bien souvent de travaux pénibles. Pendant toute la durée de sa formation, le 5e bataillon est resté unité administrative et n'a jamais relevé des services et du commandement du 52e R.I.T.

## Drapeau
Il porte, cousues en lettres d'or dans ses plis, les inscriptions suivantes :
- Lorraine 1914